# Golul alpin Valea Rea - Zârna
Golul alpin Valea Rea - Zârna este o arie protejată de interes național ce corespunde categoriei a IV-a IUCN (rezervație naturală de tip mixt), situată în județul Argeș, pe teritoriul administrativ al comunei Nucșoara.

## Descriere
Rezervația naturală declarată arie protejată prin Hotârârea de Guvern Nr.2.151 din 30 noiembrie 2004, se află în partea sudică a Munților Făgăraș, în bazinul râului Doamnei și se întinde pe o suprafață de 6.480 hectare. Aria naturală reprezintă bazinul superior al râului Doamnei (la confluența râului Valea Rea cu valea Zârnei), cu un relief variat (lacuri glaciare, izvoare, văii, chei, abrupturi stâncoase, pajiști, pășuni), cu elemente faunistice și floristice specifice Meridionalilor.